# Zacharias Charalampous
Zacharias Charalampous (in greco: Ζαχαρίας Χαραλάμπους; Famagosta, 25 marzo 1971) è un ex calciatore cipriota, di ruolo difensore.

## Carriera

### Club
Ha giocato nella massima serie cipriota con Anorthosis Famagosta e APOEL Nicosia.

### Nazionale
Ha esordito con la nazionale cipriota nel 1993, giocando 18 partite fino al 2001.